# Залаегерсег

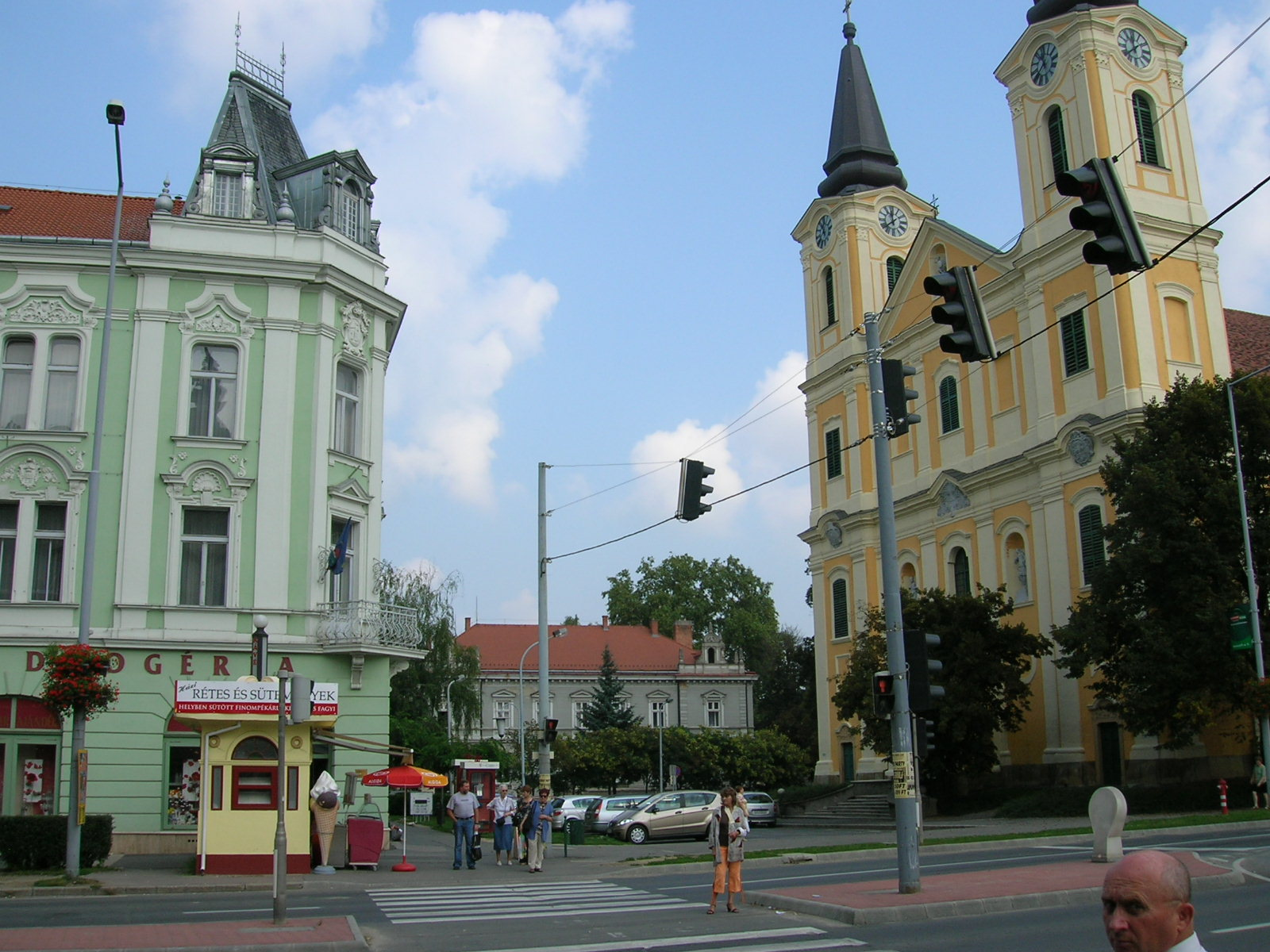
Церква

За́лаегерсег (угор. Zalaegerszeg, хорв. Jegersek, словен. Jageršek, нім. Egersee) — місто в Угорщині, адміністративний центр медьє Зала. Населення 59 275 осіб.

## Географія і транспорт
Залаегерсег розташований приблизно на відстані 200 кілометрів на північний захід від Будапешта та за 35 кілометри на північний захід від західного краю озера Балатон. Приблизно за 40 кілометрів на захід проходить кордон з Австрією і Словенією. У місті є залізнична станція. Через Залаегерсег проходить автодорога Е65 Вашвар — Залаегерсег — Надьканіжа. Через місто протікає річка Зала (басейн Балатону).

## Історія
Вперше місто згадується 1247 року як Егерскуг, а 1293 — як Егерсег. 1266 року король Бела IV приєднав місто до Веспремської дієцезії, і Егерсегом почали керувати Веспремські єпископи. В XIV столітті Егерсег був найбільшим містом регіону. У період між 1368 і 1389 роками мав статус вільного королівського міста, однак потім знову відійшов до Веспремських єпископів, у власності яких був до 1848 року. 1381 року в місті була побудована перша кам'яна церква. Населення міста швидко зростало, Егерсег став «де-факто» столицею комітату Зала.

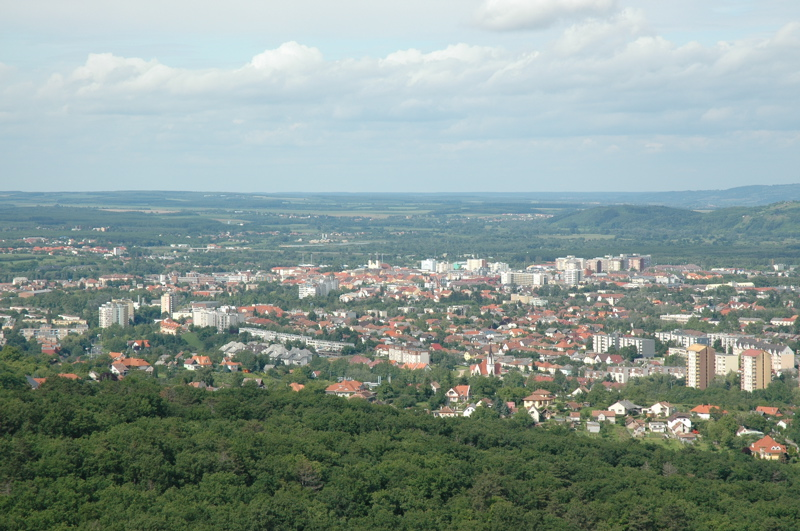
Панорама міста

Після поразки в битві при Могачі 1526 року коли війська Османської імперії почали завойовницькі походи на угорські землі, у місті почали проводитися фортифікаційні роботи, зведені стіни і фортеця. Вперше місто атакували турки в 1570-х роках, проте спроби взяти Егерсег не вдалися. Оскільки велике місто Надьканіжа, що лежить на південь, було взяте турками, стратегічне значення Егерсегу сильно зросло. Друга турецька спроба завоювати місто 1616 року знову провалилася. Егерсег був окупований турками 1664 року, однак в кінці XVII століття був звільнений від турків австрійською армією разом з усією Угорщиною.
В XVIII столітті столиця комітату вже офіційно була перенесена в Егерсег. 1730 року в місті побудована барокова ратуша, а 1760 року велика церква. В XIX столітті роль міста поступово почала падати, швидко зростаючі Надьканіжа і Кестхей стали складати конкуренцію столиці комітату, на період 1870—1885 Егерсег навіть втрачав статус міста. У XIX столітті місто стали називати Залаегерсег, тобто «Егерсег на Залі». 1890 року в місто прийшла залізниця. На стику століть було побудовано велику кількість нових будинків.
Під час другої світової війни 1220 євреїв Залаегерсегу були депортовані і загинули в Аушвіці. Місто було звільнено радянською армією 28 березня 1945 році. Великих руйнувань місто у війну уникнуло.
У повоєнний час в місті був побудований ряд промислових підприємств, найбільшими з яких стали текстильна фабрика і нафтопереробне підприємство. Швидке зростання площі і населення міста привело до поглинання Залаегерсегом багатьох навколишніх сіл і селищ. Криза, викликана катастрофою соціалізму, змінився в кінці 90-х років економічним зростанням.

## Пам'ятки
- Римсько-католицька церква (1760 рік, бароко)
- Стара ратуша (бароко, XVIII століття)

## Спорт
У Залаегерсезі базується однойменний футбольний клуб, один з найсильніших в країні. 2002 року «Залаегерсег» став чемпіоном країни, у сезоні 2006/2007 зайняв третє місце в чемпіонаті Угорщини.
2004 року в місті проходив жіночий чемпіонат Європи з гандболу, а 2005 року — чемпіонат Європи з фехтування.
1983 року в околицях Залаегерсегу відбувався літній чемпіонат світу зі спортивного орієнтування.

## Спортсмени
- Едіт Берцеш — угорська бігунка на ультрамарафонські дистанції, рекордсменка світу, чемпіонка світу і Європи
- Лайош Портіш — угорський шахіст
- Тамаш Берзіца  — угорський борець греко-римського стилю, призер чемпіонату Європи і світу.

## Персоналії
- Міклош Габор (1919—1998) — угорський актор театру і кіно.

## Міста-побратими

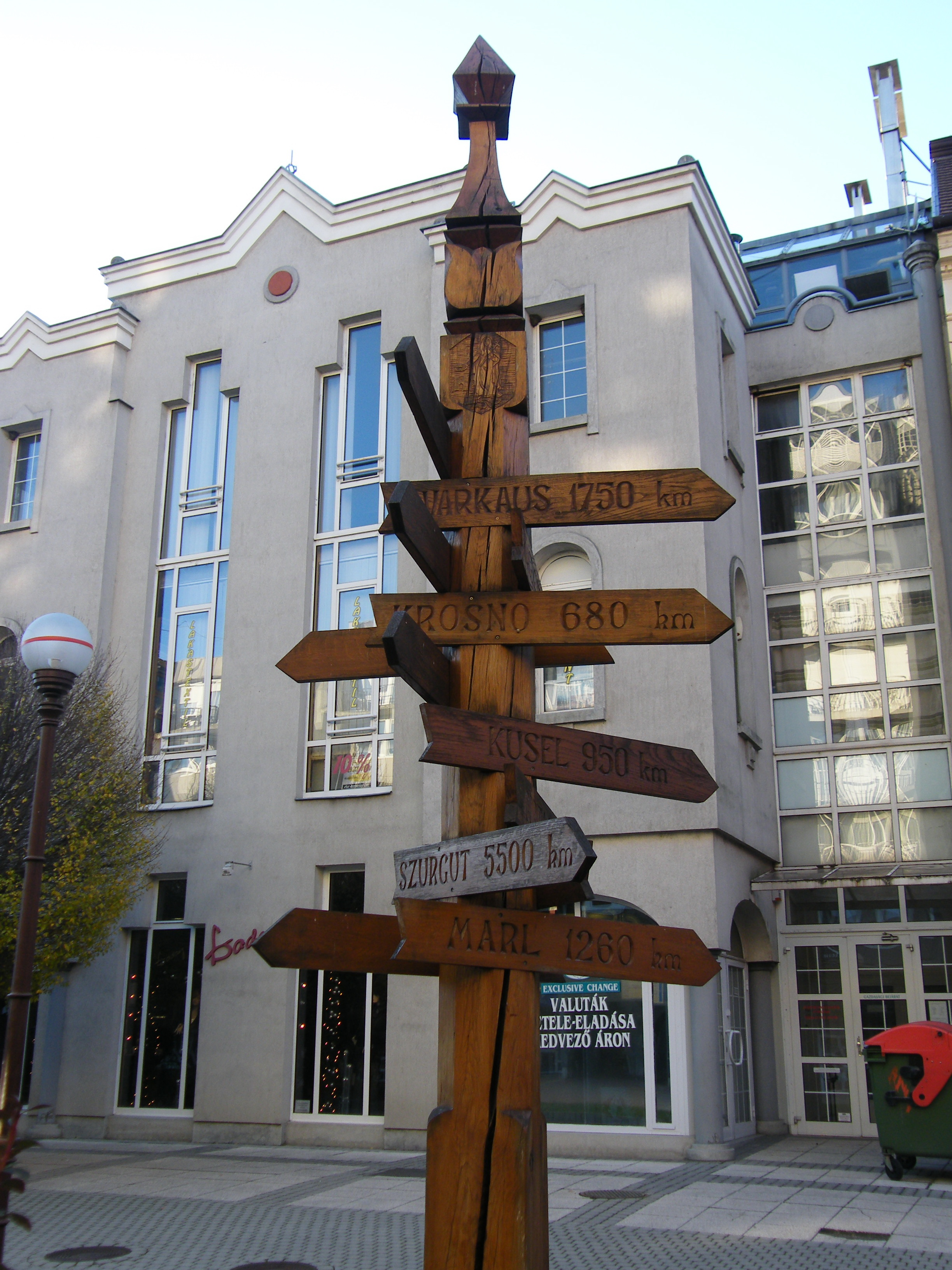
Таблиця, яка вказує на місце розташування міст-побратимів Залаегерсега

- Добрич
- Горіція
- Херсон
- Клагенфурт
- Кросно
- Кузель
- Лендава
- Марль
- Сургут
- Тиргу-Муреш
- Вараждин
- Варкаус
- Зениця